# Incendio de la discoteca Colectiv
El incendio de la discoteca Colectiv se produjo en Bucarest (Rumanía) a las 22:32 (hora local) del viernes 30 de octubre de 2015. Murieron sesenta asistentes a un concierto y 151 personas resultaron heridas en el incendio y posterior estampida humana causada por el pánico. Es considerado la peor catástrofe desde el accidente aéreo de Balotești sucedido en 1995.
Inaugurada en mayo de 2013, la discoteca estaba ubicada en la calle Tăbăcarilor 7, Sector 4, a pocos kilómetros del Parlamento. La noche del incendio actuó la banda Goodbye to Gravity para celebrar el lanzamiento del que fue su último álbum: Mantras of War. En los días previos, el grupo musical había anunciado que en su concierto habría un «espectáculo visual con efectos pirotécnicos». Esa noche, y como parte del espectáculo, Goodbye to Gravity actuó con fuegos artificiales con el consecuente accidente, puesto que el local estaba revestido con espuma de poliuretano, material altamente inflamable utilizado para absorber el ruido acústico, razón por la que el fuego se propagó rápidamente. La mayoría de las víctimas murieron intoxicadas por el humo de la espuma quemada. Cuatro miembros de la banda —Vlad Țelea y Mihai Alexandru (guitarristas), Bogdan Lavinius Enache (batería) y Alex Pascu (bajo)— fallecieron mientras que Andrei Găluț (vocalista), hospitalizado por quemaduras, fue el único miembro superviviente.
Las autoridades rumanas se vieron desbordadas a la hora de gestionar la crisis hasta tal punto de que algunos de los heridos más críticos fueron trasladados a hospitales de otros países: Israel, Países Bajos, Bélgica, Austria, Reino Unido, Noruega, Alemania y Francia. Los ciudadanos relacionaron el accidente con la corrupción en el país y tras varias manifestaciones, el primer ministro Victor Ponta dimitió de su cargo junto con el gobierno en bloque.
El 2 de noviembre el principal propietario y cofundador de la discoteca, Alin George Anastasescu, junto con dos asociados, Costin Mincu y Paul Cătălin Gancea, fueron arrestados bajo cargos de homicidio negligente, lesiones y destrucción negligente.
Debido a los daños materiales y víctimas mortales, el incendio guarda paralelismos con otros desastres, como el incendio de la Canecão Mineiro en Belo Horizonte, Brasil en 2001, Incendio de la discoteca Utopía en Lima del 2002, Station Night Club de West Warwick, Estados Unidos en 2003; Discoteca Cromañón de Buenos Aires, Argentina en 2004; Wuwang en Shenzhen, China de 2008; el Santika Club de Bangkok, Tailandia del 2009, el Khromaya Loshad de la discoteca Lame Horse, de Perm, Rusia, también del 2009 y el incendio de la discoteca Kiss, de Santa María, Brasil del 2013.

## Trasfondo

### Club Colectiv
Anteriormente, el nightclub fue una empresa especializada en el calzado de nombre Pionierul. En mayo de 2013 el grupo Colectic Club SRL compró el local y lo habilitó como sala de fiestas. El local estuvo repartido entre Anastasescu (47%), Gancea (30%) y Mincu (23%). En el momento del incendio, ninguno de los tres se encontraba presente.
Tiempo atrás hubo otros incidentes similares en locales propiedad de los empresarios. El año anterior Mincu regentaba el Elephant Pub & Music, en el casco antiguo de Bucarest, el cual también se quemó con el resultado de docenas de heridos y un bombero herido. En 2010 se produjo otro incendio, esta vez en el Goblin Bar & Club. Las investigaciones determinaron que un desconocido roció con gasolina el techo de madera y le prendió fuego.

### Goodbye to Gravity
Goodbye to Gravity fue un grupo de metalcore formado en 2011 en Bucarest; hasta el momento de la catástrofe eran un quinteto.
El 29 de octubre de 2015 anunciaron vía Facebook que celebrarían la producción del que sería su último álbum: Mantras of War en un concierto con entrada libre. Las puertas se abrieron a las 20:30 (hora local). La banda tenía preparado un espectáculo con fuegos artificiales y luces. Alexandru y Țelea fallecieron en el local, mientras que Enache fallecería el 8 de noviembre poco después de que el avión que tenía que llevarle desde la UCI hasta un clínico de Zúrich, Suiza despegara. La causa de su muerte se debió a una parada cardiorrespiratoria por lo que la aeronave tuvo que volver al aeropuerto Otopeni. Pascu fue ingresado en el hospital Floreasca en estado crítico con un 70% del cuerpo quemado; tras ser intubado y sometido a dos operaciones, el servicio hospitalario habilitó otro transporte aéreo con destino a París, Francia donde fallecería a la llegada. Găluț sufrió quemaduras en un 45% (manos, rostro y hombros) del cuerpo, quemaduras en la vía respiratoria y ahogamiento por el humo. En primer lugar fue trasladado al hospital Elias donde se le practicó una traqueotomía. El 7 de noviembre sería trasladado a la UCI del hospital de la Cruz Roja de Holanda en Beverwijk.

## Detalles

### Cronología

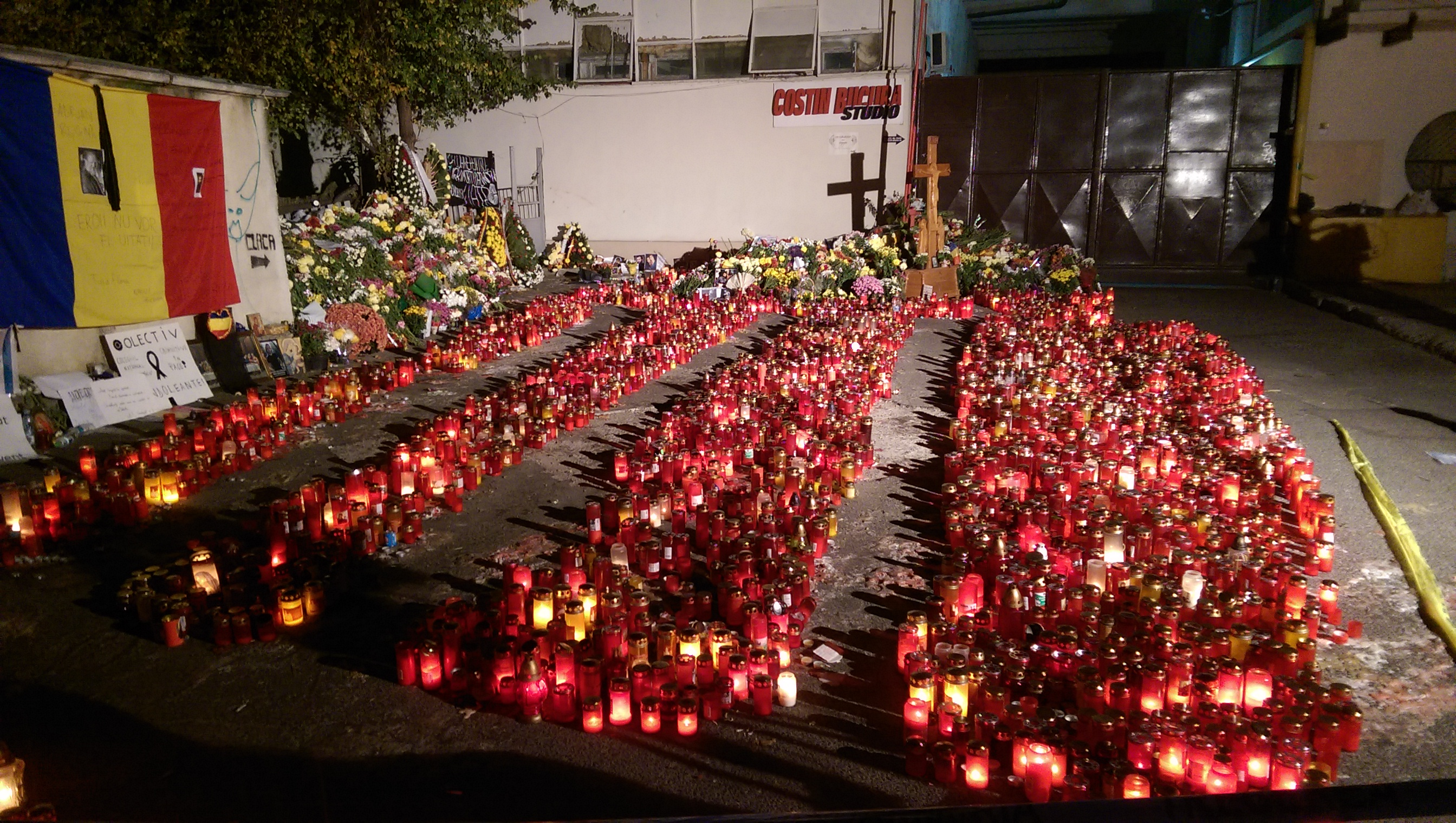
Altar en memoria de las víctimas

En menos de una hora el club nocturno fue engullido por las llamas a causa de una chispa. Algunos testigos declararon haber sentido una detonación; sin embargo, otros supervivientes descartaron que se produjera explosión alguna. Los pilares que aguantaban la estructura del local estaban revestidos con fibra de espuma para absorber la acústica. Tras prenderse uno de ellos, el fuego se extendió rápidamente por el techo de manera que el público quedó atrapado. Algunos medios de comunicación declararon respecto a los asistentes que: "pensaban que las llamas formaban parte del espectáculo" y fueron incapaces de reaccionar a tiempo. En aquel momento había entre 200 y 400 personas que intentaron escapar provocando una estampida. La puerta, de doble hoja estaba abierta por la mitad, aunque la huida fue accidentada a causa de la estrechez de la misma provocando "montañas humanas", de hecho la mayoría sufrió diversos traumatismos de consideración al intentar salir. Un testigo comentó que tuvieron que romper el marco entero para poder huir, algunos de ellos sufrieron quemaduras mientras que otros presentaban problemas respiratorios. Otros tantos intentaron escapar por las ventanas.
La primera llamada al teléfono de emergencias se realizó a las 22:32; once minutos después llegaron los primeros servicios sanitarios. No obstante, los primeros en llegar al lugar del suceso fueron enfermeros y médicos del hospital materno de Bucur con material de primeros auxilios. El Ministro de Sanidad, Raed Arafat y el vice primer ministro Gabriel Oprea se personaron a las 23:55.

### Traslados a hospitales
Algunos supervivientes fueron trasladados en ambulancias a hospitales de la zona, mientras que otros fueron llevados en coches particulares y en taxis. En el mismo lugar fue instalado un hospital de campaña. Tras declararse el estado de emergencia, las autoridades se pusieron en contacto con los hospitales de alrededor para gestionar la crisis (incluidos los que tenían turno libre). Entre los heridos hubo gente inconsciente que recuperó el conocimiento con la sirena y luces de los camiones de bomberos. Los equipos de intervención trabajaron con setenta y cinco vehículos del Equipo de Situación de Emergencias y cincuenta y siete camiones SMURD. Alrededor de quinientos efectivos fueron movilizados. Aparte de los asistentes, otros vecinos del área resultaron heridos leves.

## Investigación
El Alto Tribunal ordenó a la fiscalía iniciar una investigación a raíz del suceso. El fiscal forense declaró que las causas iniciales pudieron deberse al fuego y no a la explosión como se tuvo pensado al principio. En la noche del 30 de octubre la policía de Bucarest interrogó al organizador del evento.
Un representante de la compañía que trabajó en la instalación de las paredes contra la acústica declaró que los propietarios del local se negaron a comprar material ignífugo a causa de los sobrecostes. Ante el medio de comunicación Digi 24 declaró:

El techo de madera de pino fue pintado con pintura lavable. Haría un mes tuvieron que retirarlo para lavarlo con una esponja. Estaba lleno de humo. Solo podía esperar a que no lo hicieran con disolvente.

Un equipo de especialistas del Instituto Nacional de Seguridad llegó al lugar del siniestro para analizar las causas del incendio. De acuerdo con el director: George Artur Gaman, el club solo disponía de una salida de emergencia de 81 cm de ancho. También se halló espuma de poliuretano, material aislante altamente inflamable. En su informe declararon que el local carecía de aspersores o cualquier otro mecanismo de emergencia. El único material para hacer frente al fuego era un único extintor, considerado insuficiente para un espacio de 425 m². En cuanto al público, se estima que hubo entre 300 y 500 asistentes cuando el aforo máximo era de ochenta.
El 2 de noviembre la fiscalía presentó cargos contra los dueños del local por homicidio negligente y por lesiones involuntarias de consideración. Tras prestar declaración durante diez horas fueron detenidos. El 5 de noviembre un grupo de setenta afectados presentaron una querella civil contra los propietarios. Cristian Popescu Piedone, exalcalde del Sector 4 también fue investigado por malversación a la hora de otorgar licencia al local. Al día siguiente fue detenido tras ser hallado una muestra suya de ADN.
Cristian Niță, director de Golden Ideas Fireworks Artists SRL, junto con otros empleados de la compañía que proveyeron la pirotecnia fueron detenidos mientras intentaban supuestamente destruir pruebas. Según varias llamadas interceptadas, uno de los empleados se puso en contacto con Niță a la mañana siguiente del incendio en el que sugería "eliminar documentos de gran relevancia del ordenador". El empresario fue detenido junto con su mujer, también empleada. Por otro lado, un trabajador negó esta versión al declarar que "no se firmó ningún contrato entre la empresa y el grupo musical para el uso de fuegos artificiales en el club".
Los investigadores hallaron un documento parcialmente quemado que avala la última versión, puesto que en él, Goodbye to Gravity había alquilado a los propietarios del Colectiv el local. En el acuerdo quedaba estipulado que el grupo musical debía indemnizar a la empresa con 500€ en caso de que hubiere menos de 400 espectadores.